# Brežany
Brežany jsou obec na Slovensku v okresu Prešov. Leží v Šarišské vrchovině v nadmořské výšce 367 metrů a v obci žije 213 obyvatel.

## Poloha
Obec leží v Šarišské vrchovině v údolí Ondrašovského potoka, který je pravostranným přítokem řeky Svinky. Nadmořská výška obce se pohybuje v rozmezí 340–529 m, ve středu obce je výška 370 m n. m.
Členitý povrch nižší vrchoviny tvoří centrálně-karpatským flyš a je z větší části pokrytý lesním porostem jako borovice-buk nebo dub-habr. V obci se nachází tři prameny s minerální vodou. Dva slouží jako studny a třetí ve středu obce chráněný dřevěnou přístřeškem je pro veřejnost. Byl postaven jako studna před první světovou válkou. Minerální voda teče do dřevěné skruže o průměru 1,5 m. Vedle je postavený dřevěný altán.

## Historie

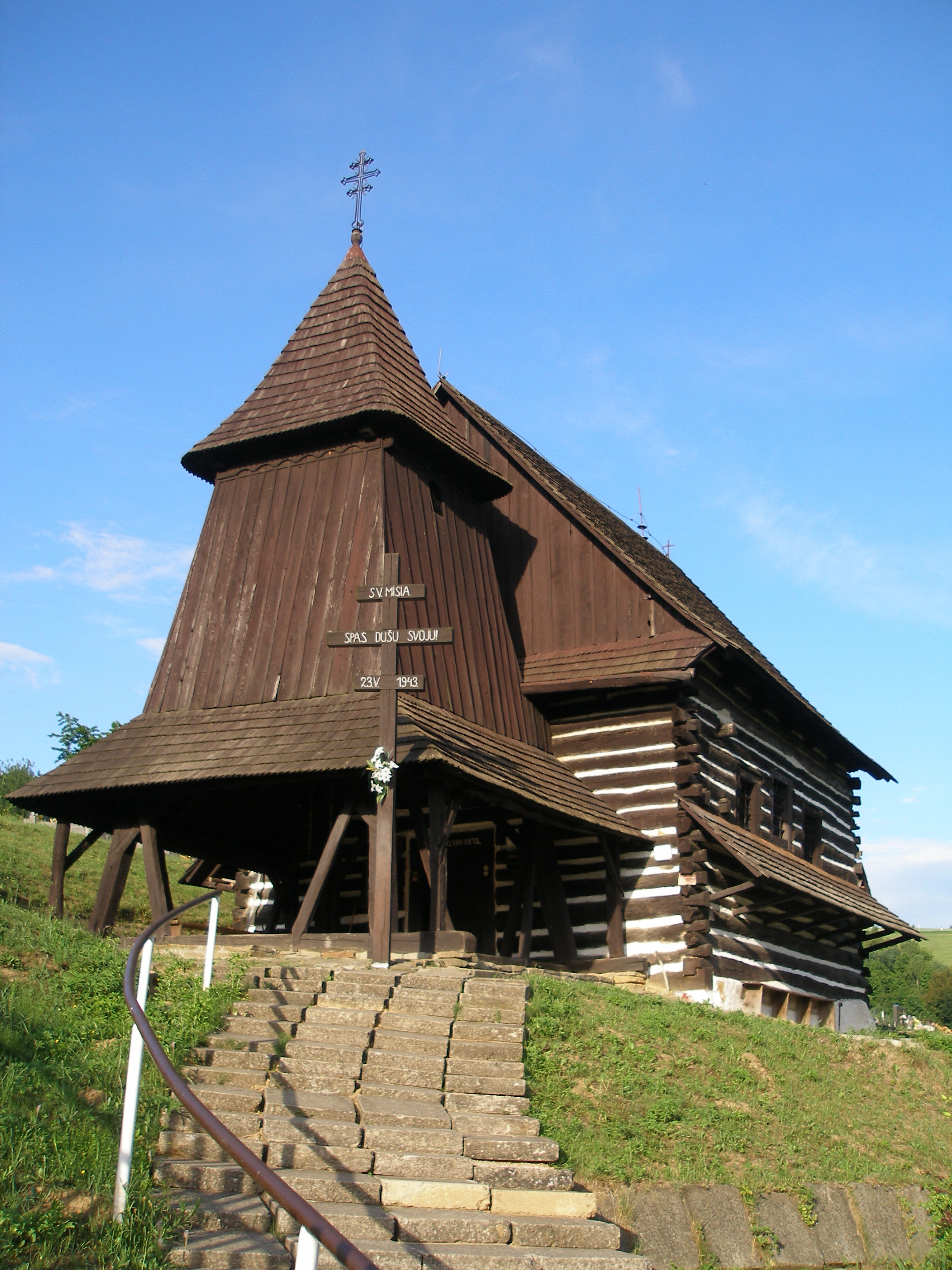
Dřevěný kostelík v Brežanech, národní kulturní památka

Do roku 1956 se obec jmenovala Bujakov a dříve Buják. Nejstarší písemná zmínka o Brežanech je z roku 1329. Ves vznikla pravděpodobně již v druhé polovině 13. století.
V roce 1427 obec platila daň z 15 port.V roce 1787 žilo v obci 107 obyvatel ve 16 domech, v roce 1828 zde žilo 146 obyvatel v 19 domech. Jejich obživou bylo zemědělství, práce v lesích a domácí řemesla (tkalcovství, košikářství a výroba metlí).

## Církev
Brežany byly a jsou filiálkou starobylé řeckokatolické farnosti Klenov, jak dokládá záznam v soupise mukačevské řeckokatolické eparchie z roku 1788.
Římskokatolická farnost vznikla v roce 1798 a spolu s obcemi Rokycany, Žipov a Kvačany náležely pod farnost v Bardějově. V současné době (2020) je obec také filiálkou římskokatolické farnosti v nedalekém Bajerově, děkanátu Prešov-Západ, košické arcidiecéze. K bohoslužbám slouží filiální kostel Panny Marie Sedmibolestné, který byl postaven v letech 2013–2017. Kostel byl vysvěcen 29. října 2017 košickým arcibiskupem metropolitou Bernardem Boberem.

## Památky
V obci se nachází dřevěný řeckokatolický kostelík zasvěcený evangelistovi Lukášovi z roku 1727. Ve druhé polovině 18. století byl obnoven. Je zařazen na seznam slovenských národních kulturních památek.

## Znak
Blason znaku: V červeném štítu je stříbrná býčí hlava ve zlaté zbroji.
Znak byl navržen podle otisku pečetidla z druhé poloviny 18. století a vyjadřuje historii chovu dobytka v obci. Obec obdržela znak v roce 2001, jeho autory jsou Peter Kónya, Leon Sokolovský, Sergej Pančák.